# Manfred Waldenmair-Lackenbach

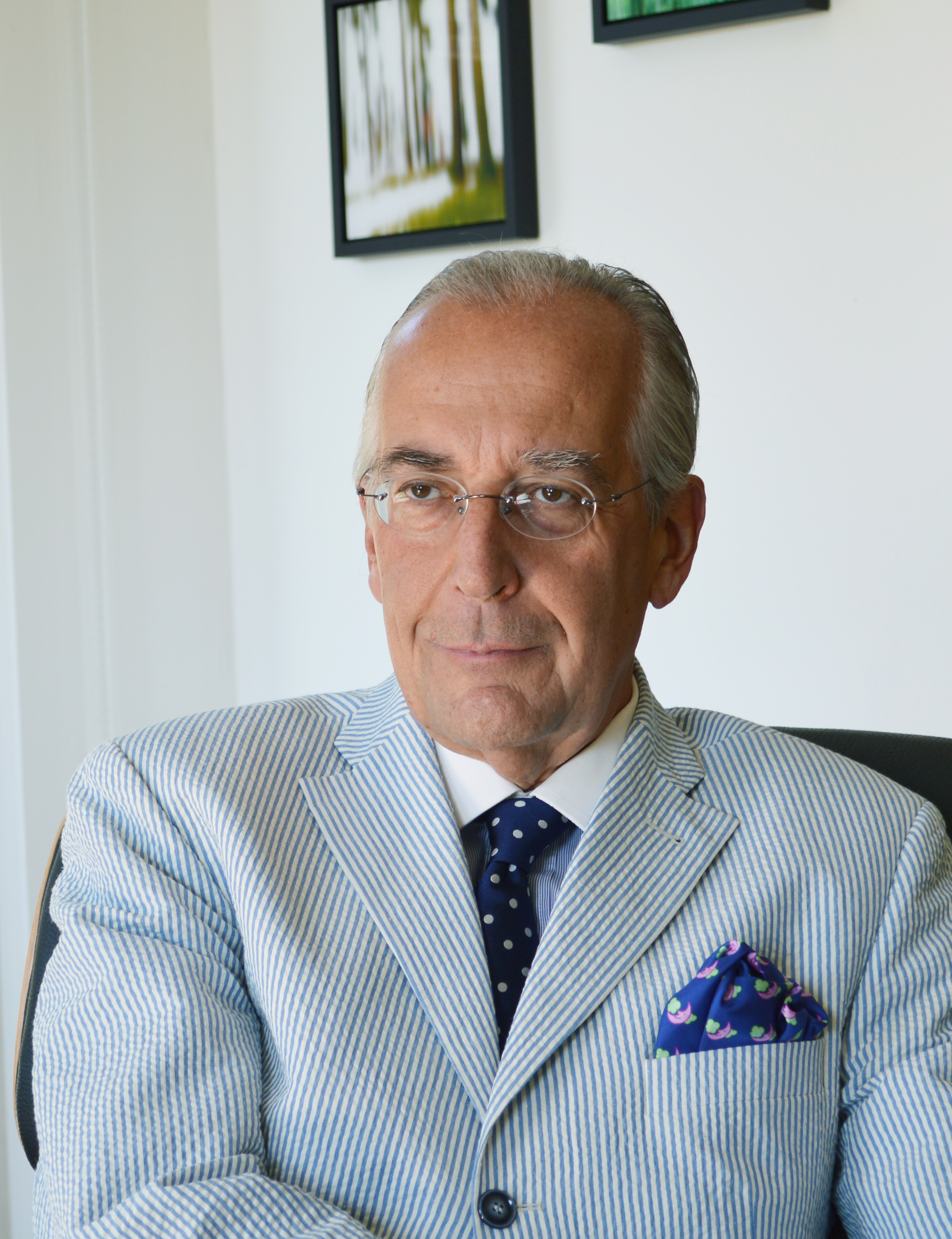
Manfred Waldenmair-Lackenbach, Wien 2014

Manfred Rainer Hubert Adolph Franz-Joseph Waldenmair-Lackenbach (* 14. Juni 1956 in Wien) ist ein österreichischer Kommunikationsberater und Unternehmer. Zudem ist er als Autor und bildender Künstler tätig.

## Leben und berufliche Laufbahn
Während des Geschichte- und Kunstgeschichtestudiums war Manfred Waldenmair-Lackenbach von 1976 bis 1981 Grundsatz- und Kulturreferent der JES – Junge Europäische Studenteninitiative sowie deren stellvertretender Bundesvorsitzender. Seit 1977 ist er Mitglied der KÖHV Sängerschaft Waltharia Wien. Daneben war er 1977 bis 1979 Herausgeber und Chefredakteur der Literaturzeitschrift „Der neue Pegasus“.
Nach seiner Promotion 1981 und einer kurzen Tätigkeit bei der österreichischen Tageszeitung Die Presse arbeitete er zunächst als Kundenberater bei der Werbeagentur Promota sowie als Agenturleiter bei der PR-Agentur ProPress. Im Anschluss gründete er die Kommunikationsagentur MWK und baute mit Partnern die Werbeagentur Lieben.Rath.Waldenmair auf.  1998 erfolgte die Gründung der Agentur be.public Corporate & Financial Communications. Mit dieser Agentur betreute er unter anderem mehrere Kapitalmarkttransaktionen, etwa das Secondary Public Offering der voestalpine  oder den Börsengang der Österreichischen Post.
Manfred Waldenmair-Lackenbach ist verheiratet und Vater von drei Kindern. Er ist Förderer der Wiener Staatsoper, sowie Mitglied im Rotary-Club Wien Nord-Ost und im Jockey-Club Österreich.

## Werke (Auswahl)
Von Manfred Waldenmair sind mehrere Bücher erschienen, teilweise in Co-Autorenschaft.
- Helmut Zwickl, Manfred Waldenmair und Christina Watzek: Born in 1972. Das Nissan Buch. Verlag Schwechat: Nissan Österreich, Wien 1997, ISBN 978-3-9500662-0-3.
- Manfred Waldenmair-Lackenbach: In memoriam jenes Mannes – Prosa aus Österreich. Niederösterr. Pressehaus, Wien 1982, ISBN 978-3-8532665-2-6.
- Manfred Waldenmair-Lackenbach: Gedichtet. Austria Nostra, Klosterneuburg 2016, ISBN 978-3-9503556-4-2.
- Manfred Waldenmair-Lackenbach: Geschrieben. Austria Nostra, Klosterneuburg 2016, ISBN 978-3-9503556-5-9.
- Manfred Waldenmair (Hrsg.): Bauen verbindet Menschen. Christian Brandstätter Verlag, Wien 2019, ISBN 978-3-7106-0328-0.